# Uładzimir Wajciankou
Uładzimir Wasiljewicz Wajciankou (biał. Уладзімір Васільевіч Вайцянкоў, ros. Владимир Васильевич Войтенков, Władimir Wasiljewicz Wojtienkow; ur. 17 czerwca 1965 w Niemkach Wielkich) – białoruski polityk i działacz młodzieżowy, od 1997 roku I sekretarz Komitetu Centralnego Białoruskiego Związku Młodzieży.

## Życiorys
Urodził się 17 czerwca 1965 we wsi Niemki Wielkie, w rejonie wieteckim obwodu homelskiego Białoruskiej SRR, ZSRR. Ukończył Białoruski Państwowy Instytut Politechniczny (BPIP), zdobywając wykształcenie inżyniera mechanika. Pracował kolejno jako sekretarz wydziałowego komsomolskiego komitetu BPIP, sekretarz Związku Młodzieży Białorusi w Białoruskiej Państwowej Akademii Politechnicznej (taką nazwę od 1991 roku nosił BPIP), wicedyrektor przedsiębiorstwa „Studienczeskij Dom”. Od 1997 roku pełnił funkcję I sekretarza Komitetu Centralnego Białoruskiego Związku Młodzieży.

## Życie prywatne
Uładzimir Wajciankou jest żonaty, ma dwoje dzieci.